# Lebanon (film)
Lebanon (Hebreeuws: לבנון) is een Israëlische oorlogsfilm over de Israëlische inval van Libanon in 1982. De film is geschreven en geregisseerd door Samuel Maoz aan de hand van zijn eigen ervaringen als dienstplichtig militair in Libanon. De film heeft verschillende prijzen gewonnen, waaronder de Gouden Leeuw van het filmfestival van Venetië.

## Verhaal
De film gaat over vier dienstplichtige adolescenten in een tank: een tankcommandant, een chauffeur, een schutter en een munitielader. Ze rijden op 6 juni 1982 Libanon binnen, waar ze een infanterie-eenheid moeten ondersteunen. Het geheel staat onder bevel van de doorgewinterde militair Jamil, die soms de tank inkomt en met wie ze regelmatig radiocontact hebben. Gedurende de eerste uren van de missie verschijnt er een auto met twee vijandelijke strijders. De schutter durft niet te vuren op de auto, waardoor een infanterist dodelijk wordt geraakt. De spanning loopt op bij het viertal, dat steeds vanuit de tank in beeld gebracht wordt en een beperkt beeld heeft van de buitenomgeving. De tank vervoert een tijdje het dode lichaam van de infanterist. Na een volgend gevecht wordt er een Syriër krijgsgevangen gemaakt en in de tank gevangengezet. De tank wordt geraakt en is beschadigd. De situatie wordt uitzichtloos. Ze maken dan een nachtelijke vluchttocht door vijandelijk stedelijk gebied en worden meerdere keren geraakt. ’s Morgens komen ze in bevriend gebied, drie levend en een dodelijk verwond.

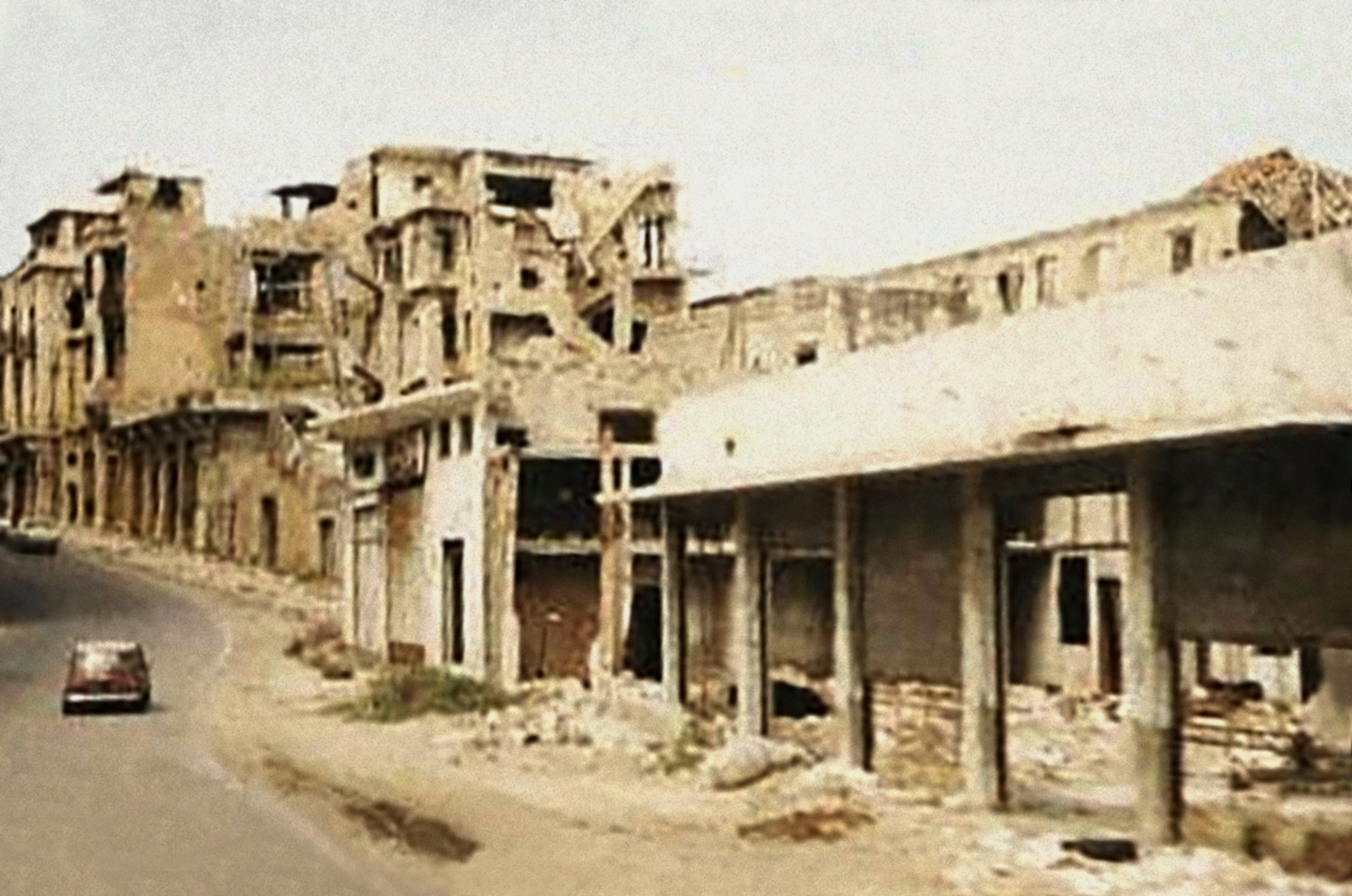
Het verhaal speelt zich grotendeels af in een kapotgeschoten Libanese stad.

## Cast
- Oshri Cohen als Hertzel de lader
- Zohar Shtrauss als Jamil de commandant
- Michael Moshonov als Yigal de chauffeur
- Itay Tiran als Assi de tankcommandant
- Yoav Donat als Shmulik de schutter
- Dudu Tassa als Syrische krijgsgevangene